# Rue des Régans
La rue des Régans (en occitan : carrièra dels Reganhs) est une voie de Toulouse, chef-lieu de la région Occitanie, dans le Midi de la France.

## Situation et accès

### Description
La rue des Régans est une voie publique. Elle naît perpendiculairement à la rue Pharaon. Orientée à l'est, longue de 104 mètres et relativement rectiligne, elle est relativement étroite, puisque sa largeur ne dépasse 6 mètres. Elle se termine au carrefour de la rue du Languedoc.
La chaussée compte une seule voie de circulation automobile à sens unique, de la rue du Languedoc vers la rue Pharaon. Elle appartient à une zone de rencontre et la vitesse y est limitée à 20 km/h. Il n'existe pas de piste, ni de bande cyclable, quoiqu'elle soit à double-sens cyclable.

### Voies rencontrées
La rue des Régans rencontre les voies suivantes, dans l'ordre des numéros croissants :
1. Rue Pharaon
2. Rue du Languedoc

## Odonymie
Le nom de la rue des Régans se retrouve dès la fin du XIIIe siècle (carraria Reganhorum en latin médiéval). On connaît une famille Régans qui possédait un immeuble dans cette rue. Ainsi, Raimond-Pierre Régans fait par testament de nombreux dons aux églises, aux couvents, aux ponts et aux recluses de la ville en 1212,. En 1794, pendant la Révolution française, elle fut renommée rue la Valeur, mais ce nom ne subsista pas,.

## Histoire

### Moyen Âge et période moderne
Au Moyen Âge, la rue des Régans appartient au capitoulat de Saint-Barthélémy. C'est une voie étroite et tortueuse, dont la largeur ne dépasse pas 5 mètres. Elle relie la rue Pharaon à l'ouest, aux rues Saint-Barthélémy et Guilhem-Bernard-Parador (actuelle rue du Languedoc) à l'est - elle est d'ailleurs un peu plus longue que la rue actuelle, puisqu'elle débouche face à l'hôtel de Blaise d'Auriol (actuel no 26), rue Saint-Barthélémy. La proximité du parlement de Toulouse (emplacement de l'actuel Palais de Justice) explique que sa population change, à partir du XVe siècle. Les parlementaires et les procureurs se font plus nombreux et habitent la plupart des immeubles jusqu'à la Révolution française. Quelques artisans seulement occupent des maisons sur le côté nord, comme propriétaires ou locataires.
La plupart des immeubles de la rue des Régans sont reconstruits entre le XVIIe siècle (actuels no 1 et 1bis, 5) et le XVIIIe siècle (actuels no 3, 7-11 et 15). L'hôtel de Boissy (actuel no 8), construit à la fin du XVIIe siècle pour le capitoul Jean de Boissy, est caractéristique des hôtels particuliers construits pour l'élite urbaine toulousaine à cette période.

### Époque contemporaine
Au début du XIXe siècle, la municipalité toulousaine veut favoriser la circulation dans les rues de la ville et plusieurs immeubles sont reconstruits selon le nouvel alignement (actuels no 2 et 17). Au tournant du XXe siècle, les travaux de la rue du Languedoc bouleversent le côté est de la rue et lui enlèvent ses dernières maisons, tandis que de nouveaux immeubles, dans le style éclectique, sont élevés (actuels no 12, 14 et 17).

## Patrimoine et lieux d'intérêt
- no  4 : immeuble. 
Cet immeuble en corondage est construit au XIXe siècle. Le pan de bois et le hourdis en brique sont cependant cachés par un enduit. Les niveaux sont séparés par des cordons de bois et percés de simples fenêtres rectangulaires[7].

- no  7 : immeuble. 
L'immeuble, élevé au XVIIIe siècle, compte quatre niveaux (rez-de-chaussée, deux étages et un niveau de combles). Le rez-de-chaussée est ouvert par une porte piétonne, surmontée d'une imposte en fer forgé, et encadrée de deux grandes arcades de boutiques voûtées en anse de panier. La pierre de taille est utilisée pour les piédroits des arcades et de la porte. Les étages sont séparés par des cordons de brique et les trois travées de droite sont mises en valeur par un encadrement de dosserets. Les fenêtres sont segmentaires et possèdent des garde-corps en fer forgé – mais seuls ceux du 1er étage semblent dater du XVIIIe siècle[8].

- no  8 : hôtel de Boissy. 
Un hôtel particulier est construit à la fin du XVIIe siècle pour Jean de Boissy, docteur et avocat au parlement, capitoul en 1671-1672[5], mais il est remanié au siècle suivant. En 1827, les sœurs du Saint-Nom de Jésus, autorisées par ordonnance royale à fonder une maison pour l'éducation des jeunes filles, occupent l'hôtel de Boissy et plusieurs immeubles sur la rue du Vieux-Raisin (emplacement des actuels no 11-13 rue du Languedoc). L'architecte Urbain Vitry réalise plusieurs travaux d'agrandissement pour les sœurs en 1850, mais elles sont expulsées par la loi de 1905[9],[10].

- no  15 : immeuble. 
Un premier immeuble est construit au XVe ou au XVIe siècle, dont il ne subsiste plus que les parties latérales dans la cour intérieure. Au rez-de-chaussée, la porte est de style gothique tardif. Elle est surmontée d'un linteau en pierre orné de deux lions affrontés qui soutiennent un blason. La tour d'escalier est en pan de bois hourdé de brique et couvert d'enduit. La façade sur la rue, de style classique, a été remaniée au XVIIIe siècle[11].